# Reintaler See
Der Reintaler See ist ein 29,4 ha großer See im Tiroler Bezirk Kufstein. Er ist einer der drei Badeseen Kramsachs und befindet sich am Südfuß des Voldöppbergs in den Brandenberger Alpen. Der See ist in drei Becken gegliedert, die maximale Tiefe des Ostbeckens beträgt 10,30 m, des Nordbeckens 9,90 m und des Westbeckens 7,60 m. Der See wird im Wesentlichen durch Grundwasser gespeist und entwässert vom Westbecken aus zum Krummsee.